# Bertrand du Guesclin
Bertrand du Guesclin, Condestável da França (Castelo de la Motte-Broons, norte da Bretanha, 1320 — Châteauneuf-de-Randon, 13 de julho de 1380) foi um nobre bretão. Cavaleiro valente e notável militar, organizou campanhas de desgaste, numa guerra de atrito que levou à expulsão dos ingleses duma boa parte da França durante a Guerra dos Cem Anos.
Em 1341 entrou para o serviço de Carlos de Blois, duque da Bretanha, combatendo os invasores ingleses. Em 1354 é armado cavaleiro. Dois anos depois, defendeu a cidade de Rennes do assalto do duque de Lancaster, mantendo-a até às tréguas de Bordéus, assinadas em junho de 1357. Mais tarde, du Guesclin ou, como era conhecido, A Águia da Bretanha ou O Cão Negro de Brocéliande, serviu Carlos V da França, que lhe concedeu o cargo de lugar-tenente da Normandia e o título de conde de Longueville.
Na Batalha de Auray (1364) caiu prisioneiro dos ingleses, sendo posteriormente libertado contra o pagamento de um resgate. De seguida, reuniu um forte contingente de mercenários com os quais seguiu para Espanha em 1367, integrando a hoste de Henrique de Trastâmara nas lutas entre este e o seu meio-irmão Pedro, o Cruel, rei de Castela. Apesar de Pedro ter conseguido inicialmente importantes vitórias com o auxílio inglês, du Guesclin, em 1369, teria garantido, em última análise, o trono a Henrique II. Em 1370 foi nomeado Condestável da França por Carlos V e, até à sua morte, empenhou-se em expulsar os ingleses e colocar o ducado da Bretanha sob a autoridade do seu rei. Morreu em 1380, em Châteauneuf-de-Randon (Lozère).

## Presença em Portugal
Bertrand du Guesclin esteve em Portugal no decorrer da primeira Guerra Fernandina, quando Henrique II de Castela invadiu o Norte do país. Henrique tomou Braga e chegou a cercar Guimarães, para se retirar em seguida.